# Телавар
Телавар (азерб. Telavar) — село в административно-территориальном образовании Ярдымлинского района Республики Азербайджан. Граничит с сёлами Шовут, Жий, Порсова, Арсиля. На данный момент в селе проживает 1221 человек.

## Этимология
Географическое название состоит из компонентов тел — «холм», «курган» на арабском языке, вар — «деревня» на древнетюркских языках и соединительной гласной («а»). Что буквально переводится как «деревня на холму».

## Экономика
Жители деревни преимущественно занимаются животноводством и растениеводством.

## История
Ранее в состав села входило нынешнее село Шовут.
По данным посемейных списков на 1886 год Шоуть (Джумуть) и Порсова являются отсёлками села Телавярь.
В 1970-х годах Шовут входил в состав Телаварского сельского Совета (сельсовета) Ярдымлинского района Азербайджанской ССР.
Рельеф вокруг Телавара холмистый. Ближайший крупный населённый пункт — город Ярдымлы, находящийся в 14,1 км к юго-западу от Телавара.

## Известные уроженцы
- Бахруз Мансуров — Национальный Герой Азербайджана[4]
- Мирмахмуд Миралиоглу — депутат Милли Меджлиса Азербайджанской Республики II созыва[5]